# Žihárec
Žihárec este o comună slovacă, aflată în districtul Šaľa din regiunea Nitra. Localitatea se află la altitudinea de 111 m deasupra n.m., se întinde pe o suprafață de 17,05 km2 și în 2017 număra 1.701 locuitori.

## Istoric
Localitatea Žihárec este atestată documentar din 1251.

## Demografie
| An:                | 1994 | 2004   | 2014   | 2024    |
| ------------------ | ---- | ------ | ------ | ------- |
| Număr de persoane: | 1621 | 1614   | 1634   | 1857    |
| Diferență:         |      | −0,43% | +1,23% | +13,64% |

| An:                | 2023 | 2024   |
| ------------------ | ---- | ------ |
| Număr de persoane: | 1842 | 1857   |
| Diferență:         |      | +0,81% |